# Abutilon darwinii
Abutilon darwinii là một loài thực vật có hoa trong họ Cẩm quỳ. Loài này được Hook.f. mô tả khoa học đầu tiên năm 1871.